# Grota dos Folhadais
A Grota dos Folhadais é um curso de água de carácter torrencial, localizado na freguesia do Raminho, concelho de Angra do Heroísmo, ilha Terceira, arquipélago dos Açores.
Este curso de água geograficamente localizado no extremo Oeste-noroeste da ilha Terceira tem a sua origem nos contrafortes da Serra de Santa Bárbara, a maior formação geológica da ilha Terceira que se eleva a 1021 metros acima do nível do mar e faz parte de bacia hidrográfica gerada pela própria montanha.